# Frédille
Frédille település Franciaországban, Indre megyében. Lakosainak száma 76 fő (2022. január 1.). Frédille Gehée, Pellevoisin, Selles-sur-Nahon, Sougé és Levroux községekkel határos.

## Népesség
A település népességének változása:
| Lakosok száma | 121  | 81   | 77   | 65   | 72   | 72   | 71   | 72   | 73   | 76   |
|               | 1968 | 1982 | 1990 | 2006 | 2013 | 2015 | 2017 | 2019 | 2020 | 2022 |